# 용인시 을
용인시 을은 대한민국의 국회의원 선거구이다. 경기도 용인시 기흥구의 일부 지역을 관할한다. 현직 국회의원은 더불어민주당의 손명수이다.

## 역사
대한민국 제19대 국회의원 선거를 앞두고 용인시 지역의 선거구가 개편되면서 신설되었다. 기흥구 신갈동·영덕동·구갈동·상갈동·기흥동·서농동·구성동·상하동·보정동과 수지구 상현2동을 '용인시 을' 선거구로 확정하였다. 
대한민국 제20대 국회의원 선거를 앞두고 실시된 선거구 개편 과정에서 기흥구 구성동·보정동이 신설되는 용인시 정 선거구로 편입되었고 수지구 상현2동이 용인시 병 선거구로 편입되었다.
대한민국 제21대 국회의원 선거를 앞두고 실시된 선거구 개편 과정에서 기흥구 동백3동이 용인시 정 선거구로 편입되었다.
대한민국 제22대 국회의원 선거를 앞두고 실시된 선거구 개편 과정에서 기흥구 동백3동을 용인시 정 선거구로 내주고 동백2동을 편입했다.

## 관할 구역
| 대수  | 관할 구역                                                                                                  |
| ----- | --- |
| 19대  | 용인시 기흥구 신갈동, 영덕동, 구갈동, 상갈동, 기흥동, 서농동, 구성동, 상하동, 보정동 용인시 수지구 상현2동 |
| 20대  | 용인시 기흥구 신갈동, 영덕동, 구갈동, 상갈동, 기흥동, 서농동, 상하동                                       |
| 21대  | 용인시 기흥구 신갈동, 영덕1동, 영덕2동, 구갈동, 상갈동, 보라동, 기흥동, 서농동, 동백3동, 상하동            |
| 22대~ | 용인시 기흥구 신갈동, 영덕1동, 영덕2동, 구갈동, 상갈동, 보라동, 기흥동, 서농동, 동백2동, 상하동            |

## 역대 국회의원
| 선거   | 정당 | 정당         | 의원   |
| ------ | ---- | ------------ | ------ |
| 2012년 |      | 민주통합당   | 김민기 |
| 2016년 |      | 더불어민주당 | 김민기 |
| 2020년 |      | 더불어민주당 | 김민기 |
| 2024년 |      | 더불어민주당 | 손명수 |

## 역대 선거 결과

### 대한민국 제19대 국회의원 선거
|  | 54.08% |

|  | 45.91% |

### 대한민국 제20대 국회의원 선거
|  | 55.40% |

|  | 28.38% |

|  | 15.21% |

|  | 1.00% |

### 대한민국 제21대 국회의원 선거
|  | 60.08% |

|  | 38.63% |

|  | 0.70% |

|  | 0.57% |

### 대한민국 제22대 국회의원 선거
|  | 55.70% |

|  | 41.69% |

|  | 2.59% |